# Formica primitiva
Formica primitiva é uma espécie de formiga do gênero Formica, pertencente à subfamília Formicinae.